# Уго Черлетті
Уго Черлетті (26 вересня 1877 — 25 липня 1963) — італійський невролог, який винайшов метод електросудомної терапії (ЕСТ). При цій терапії використовують електричний струм для провокування короткочасного нападу, коли інші методи лікування не допомогли. Метод до нині використовується у психіатрії та неврології для лікування психічних і неврологічних захворювань як-от депресія, шизофренія, хвороба Паркінсона, епілепсія.

## Біографія
Уго Черлетті народився у Конельяно, регіон Венето, Італія, 26 вересня 1877 року. Він вивчав медицину у Римі та Турині, пізніше спеціалізувався на неврології та нейропсихіатрії. У своїх ранніх наукових дослідженнях Черлетті в основному зосереджувався на загальних питаннях у галузі гістології та гістопатології. Він продемонстрував, як нервова тканина реагує на різні патогенні подразники по-своєму, зробивши гістопатологію нервової тканини незалежною категорією у вивченні медицини. У студентські роки він провів кілька досліджень під керівництвом впливових людей з галузі медицини. Він навчався у найвидатніших неврологів свого часу, спочатку у П'єра Марі та Дюпре у Парижі, Франція, потім у Мюнхені, Німеччина, в Еміля Крепеліна («батька» сучасної наукової психіатрії) та Алоїза Альцгеймера (першовідкривача найпоширенішої форми старечої деменції, яка отримала його ім'я) і у Гайдельберзі, з Францем Нісслем, невропатологом. Крім того, він навчався у Скіаманна та Ніссля.
Після закінчення навчання він очолив Нейробіологічний інститут в Інституту психіки Мілана. Він залишався директором нейробіологічного інституту психіатричної лікарні Момбелло у Мілані з 1919 до 1924 рік. У 1924 році він отримав посаду викладача нейропсихіатрії у Барі; у 1928 році, він замінив професора Енріко Морселлі з Генуезького університету. У 1935 році він став завідувачем кафедри психічних і неврологічних захворювань Римського університету ла Сап'єнца, де розробив електросудомну терапію для лікування кількох видів психічних розладів, відкриття, яке зробило його всесвітньо відомим. Уго Черлетті став почесним професором психіатрії та неврології у Римському університеті ла Сап'єнца. Перебуваючи у Римі, він став масоном і служив у Вищій раді шотландського статуту в Італії.

## Праці та відкриття

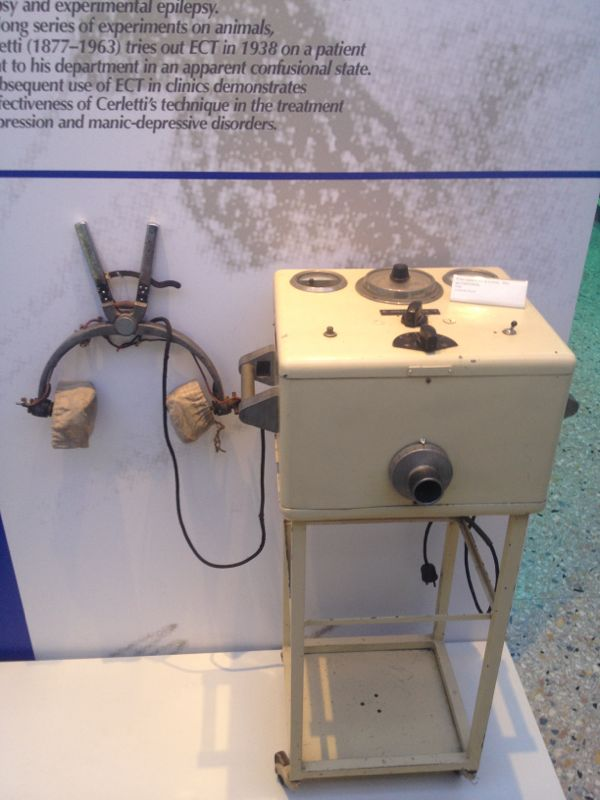
Апарат ECT Черлетті зберігається у Музеії історії медицини у Римі

У Черлетті виникла ідея застосовувати ЕСТ на людях, коли спостерігав за анестезуванням свиней електрошоком перед зарізанням. Він потрапив на скотобійню, на якій застосовувався електричний струм для забою. Це призводило до того, що худоба падала у судомах, що полегшувало у перерізанні горла. У той період люди вважали, що судоми запобігають шизофренії, зокрема пацієнти з ознаками епілепсії, мають імунітет до розладу. Черлетті міркував, що електричний струм може бути корисним для людей при лікуванні шизофренії.
Крім того, з 1935 року метрозол, судомний препарат, і інсулін, гормон, широко використовувалися в багатьох країнах для лікування шизофренії з великим успіхом. Цей підхід ґрунтувався на дослідженні лавреата Нобелівської премії Юліуса Вагнера-Яурегга про використання спричинених малярією судом для лікування деяких нервових і психічних розладів, як-от загальний парез у божевільних, викликаний невральним сифілісом, а також у теорії Медуни Ласло про те, що шизофренія й епілепсія були протидійними. Фармакологічне лікування судом Ладісласа Дж. Медуни згодом буде в основному замінено менш громіздким електричним методом Черлетті.
Черлетті дійшов до використання електрошоку з терапевтичною метою для людей шляхом багатьох експериментів на тваринах щодо нейропатологічних наслідків повторюваних епілептичних припадків. У Генуї він використовував електричний струм, щоб спровокувати повторювані судоми у собак й інших тварин. Під час ранніх експериментів багато піддослідних тварин помирали. У Римі його помічник Лучіо Біні створив елементарний апарат із панеллю керування, який можна було безпечно застосовувати на людях.
У квітні 1938 року Черлетті у співпраці з Лусіо Біні вперше застосував ЕСТ на пацієнтові, хворого на шизофренію з маяченням, галюцинаціями та сплутаністю свідомості. Серія електрошоків змогла повернути пацієнта до нормального психічного стану. Цей експеримент показав, що лікування електричним струмом може мати потенціал для покращення стану пацієнтів, у яких діагностовано певні захворювання. Лікування електрошоком швидко витіснило інсулін і метразол як улюблену форму лікування шоку. У наступні роки Черлетті та його співробітники проводили експерименти з тисячами електрошоків на сотнях тварин і пацієнтів. Вони визначили корисність і безпеку у клінічній практиці за кількома показаннями, наприклад, при гострій шизофренії, маніакально-депресивних захворюваннях, великому депресивному розладу тощо. Його робота була дуже впливовою, й ЕСТ швидко поширилася як терапевтична процедура по всьому світу. Попри те, що це справді викликає грандіозний припадок, позначений стереотипною послідовністю подій. Відзначається, що Черлетті був першою людиною, яка провела лікування стресу, під час якого пацієнт не відчував жодного дискомфорту.
У результаті експериментів, які він проводив спочатку у психіатричній лікарні, а потім на скотобійні й у зоопарку, у Черлетті виникла теорія, що ЕСТ змушує мозок виробляти життєво важливі речовини, які він назвав «агроагоніни» (з грецької екстремальна боротьба). Свою теорію він застосував на практиці, вводячи пацієнтам суспензію свинячого мозку після електрошоку. Хоча терапія свинячого мозку електрошоком використовувалася декількома психіатрами Італії, Франції та Бразилії, вона не стала такою популярною, як ЕСТ, яка незабаром замінила у всьому світі терапію метрозолом, оскільки була дешевшою, менш страшною та зручнішою. Черлетті та Біні були номіновані на Нобелівську премію з фізіології та медицини за роботу над лікуванням у 1930-х роках.
У сучасній медицині ЕСТ найчастіше рекомендують для лікування важкої депресії, яка не піддається іншим методам лікування, а також для лікування манії та кататонії.

## Спадщина
За свою багаторічну діяльність як психіатр і невролог Черлетті опублікував 113 оригінальних робіт з патології сенільних бляшок при хворобі Альцгеймера, про будову нейроглії, гематоенцефалічний бар'єр, сифіліс тощо. У 1950 році йому надали почесний ступінь коледжу Сорбонни у Паризькому університеті на додаток до довгого списку інших нагород і ступенів.
Крім медичної роботи, Черлетті приписують запровадження ідеї білої уніформи для альпійських військ для зменшити видимості під час Першої світової війни. Він також винайшов артилерійські ракети з детонатором уповільненої дії, які використовувала італійська та французька армії для створення мінних полів між позиціями ворога.
Помер Черлетті у Римі 25 липня 1963 року.